# Spitz japonais
Pour les articles homonymes, voir Spitz.
Le spitz japonais (日本スピッツ, Nihon Supittsu) est une race de chien originaire du Japon de type spitz. Le spitz japonais est un chien de compagnie. Il y a des variations des standards à travers le monde quant à la taille idéale de la race, mais ils sont toujours plus grands que leurs cousins, les chiens poméraniens. Toutefois le seul standard officiel est celui détenu par le Japan Kennel Club. Ils ont été conçus  au Japon dans les années 1920-1930 en élevant un certain nombre d’autres chiens de la famille des spitz ensemble. Ils sont devenus largement populaires grâce à leur tempérament agréable

## Historique
Le spitz japonais descend probablement du grand spitz allemand de couleur blanche, introduit au Japon vers 1920 après avoir traversé la Sibérie et le nord-est de la Chine. En 1921, cette race est présentée pour la première fois à une exposition à Tokyo. En 1925, deux couples de grands spitz blancs sont importés du Canada, et jusque vers 1936, la race reçoit l'apport de nombreux chiens de type spitz importés du Canada, des États-Unis, d’Australie et de Chine. En 1948, un standard unifié de la race est établi par le Kennel Club japonais.

## Standard

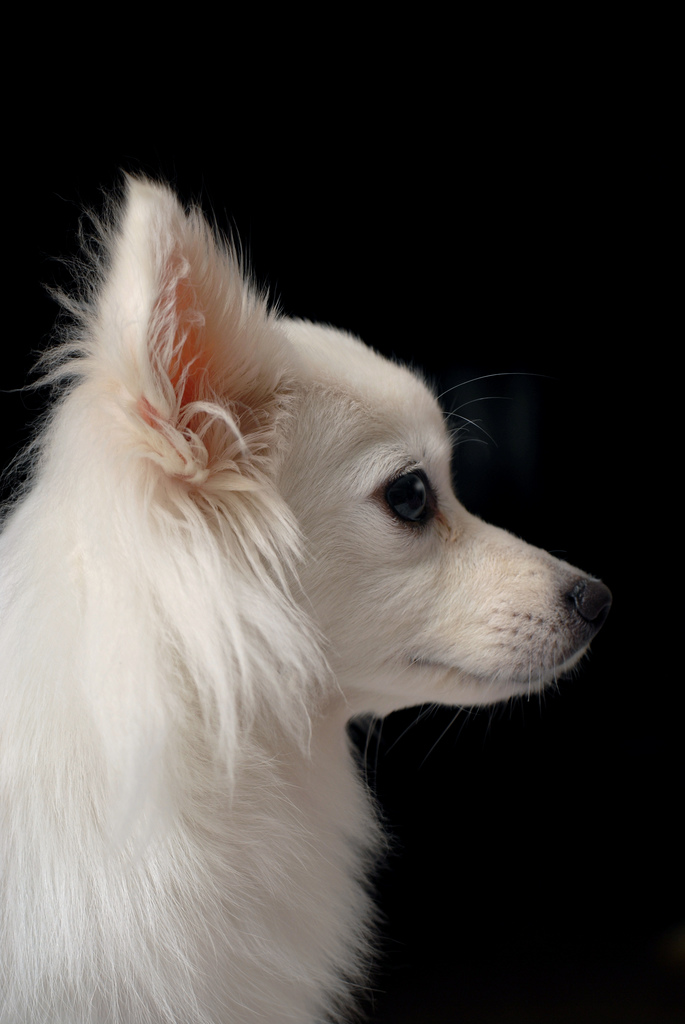
Profil d'un spitz japonais.

Le spitz Japonais est un chien de taille petite à moyenne, de constitution robuste, il est bien proportionné dans son ensemble. La queue en panache est portée sur le dos, les poils y sont longs et abondants. Le museau est pointu, les oreilles de forme triangulaire sont dressées. Modérément grands, les yeux sont en forme d’amande, en position légèrement oblique et de couleur foncée.
Le poil de couverture est droit et écarté et le sous-poil court, doux et dense. Le poil est long et abondant sur tout le corps, hormis sur la face, les oreilles, la partie antérieure des avant-bras et sur les métatarses. Le cou, les épaules et le poitrail présentent un jabot. La seule couleur autorisée est le blanc pur.

## Caractère

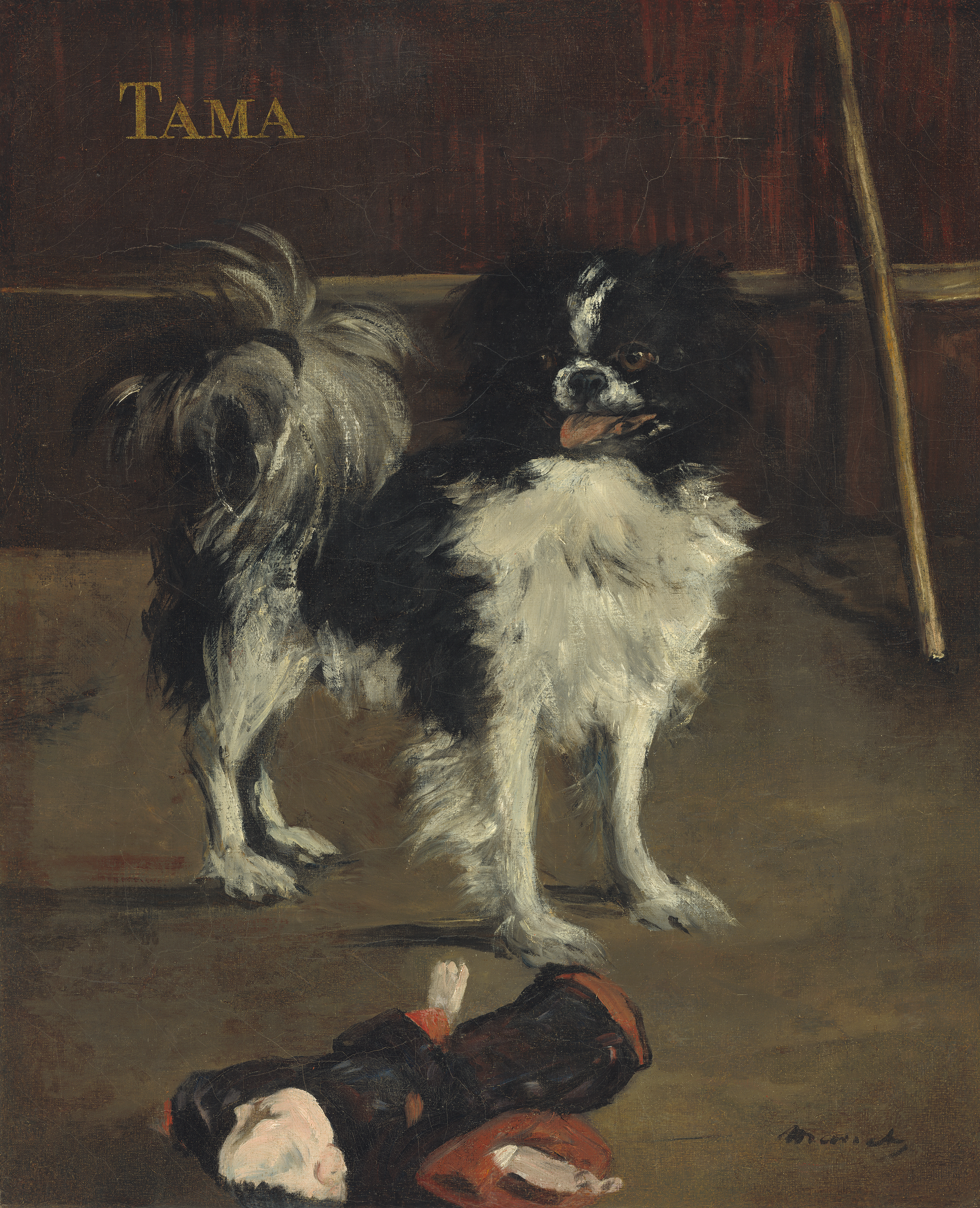
Tama le chien japonais, vers 1875
Edouard Manet
National Gallery of Art (Washington).

Le spitz japonais est décrit dans le standard FCI comme intelligent, gai et très éveillé. Les individus bruyants ne sont pas tolérés.
Actif, loyal et intelligent, le spitz japonais est un bon chien de garde et a tendance à aboyer pour avertir de l’arrivée d’un étranger. Le spitz japonais est d’abord et avant tout un chien de compagnie et prospère avec les contacts humains et leur attention, préférant être considéré comme un membre de la famille. Ils aiment être actifs et adorent être à l’extérieur. Ils sont intelligents, joueurs, attentifs, obéissants et sont particulièrement disposés au contact avec les enfants.

## Élevage

### Santé
Le Spitz Japonais est un chien à la santé globalement robuste, mais il préfère vivre en intérieur. Une visite régulière chez le vétérinaire et une alimentation adéquate permettent d'en assurer la bonne santé.
[réf. nécessaire].

### Mortalité
Avec une bonne alimentation et un bon entretien, il peut vivre de 12 à 16 ans[réf. nécessaire].

### Soins
Le spitz japonais peut endurer les climats froids mais en tant que race considérée comme chien de compagnie, il préfèrera vivre dans la maison.

### Toilettage
Cette race demande peu d’entretien. Ce sont des chiens très propres et ne diffusent pas d’odeurs grâce à la texture de leur pelage qui laisse tomber les saletés et les boues[réf. nécessaire] ou qui peut aussi être brossé très facilement. Ils changent de pelage une à deux fois par année, tout comme la plupart des autres chiens.